# مظبي
المَظَبِي والتهجئة والنطق الصحيحين له «مَضَبِي» (فيقال «ضبته» الشمس أي شوته وسمي «الضب» ضبا لتحمله حرارة الشمس). هو أكلة عربية من لحم الأغنام والدجاج يطبخ على الأحجار جمع حجر الساخن أو أحجار صغيرة بحجم قبضة اليد فوق لهيب النار من الحطب أو الفحم بعد أن يتبل تتبيلة خاصة أو إضافة أي من التوابل، حتى يستوي ويقدم اللحم مع العسل الطبيعي والطحينة والخبز العربي أو الأرز.

## نشأة المظبي
نظرا لكثر الجبال والاحجار القوية الصلبة والتي تتحمل أشد اللهب، فقد نشأ المظبي في حضرموت وانتشر في دول الخليج والسعودية خصوصاًويشتهر به الحضارمة في حضرموت وجبال اليمن ومنطقة عسير جنوب السعودية ويعتبر من الوجبات الرئيسية في العيد عند بعض مناطق سلطنة عمان، ويعتبر المظبي من أقدم الأكلات العربية.

## انتشاره
مع هجرة الحضارمة في العالم انتشر حيث تواجدوا وأيضا مع كثرة الجاليات اليمنية بالعالم وأماكن تواجدها، فمطاعم المظبي مع الحنيذ والمندي تنتشر بأمريكا الشمالية وجنوب شرق آسيا وأستراليا ويكثر بأوروبا.